# Richard Champernown
Sir Richard Champernown (auch Champernowne) (* um 1558; † Juni 1622) war ein englischer Adliger und Politiker, der einmal als Abgeordneter für das House of Commons gewählt wurde.

## Herkunft und Jugend
Richard Champernown war der älteste Sohn von Henry Champernown und dessen Frau Catherine Edgcumbe. Sein Vater fiel 1570 in Frankreich, als er dort als Freiwilliger im Dritten Hugenottenkrieg die Hugenotten unterstützte. Während Richards Minderjährigkeit übernahm sein Großonkel Sir Arthur Champernowne die Verwaltung seines Erbes. Champernown studierte 1575 am Middle Temple in London.

## Politische Tätigkeit
Nachdem Champernown um 1579 volljährig geworden war, übernahm er die Verwaltung seines Erbes bei Modbury in Devon. Ab etwa 1583 war er Friedensrichter in Devon und bei der Unterhauswahl 1586 wurde er als Abgeordneter für das Borough West Looe in Cornwall gewählt. Diese Wahl hatte er vermutlich dem Einfluss des Ministers William Cecil, 1. Baron Burghley zu verdanken, dazu hatte Champernown in Cornwall einflussreiche Verwandte wie seinen Onkel Peter Edgcumbe und Freunde wie William Carnsew. Bei der Unterhauswahl 1588 und bei den folgenden Wahlen kandidierte er jedoch nicht erneut. Stattdessen übernahm er verschiedene lokale Ämter, wie das des Sheriffs von Devon 1592 bis 1593. Ab 1596 war er Deputy Lieutenant von Devon. 1599 wurde er zum Ritter geschlagen.

## Ehe und Erbe
1581 hatte Champernown Elizabeth Popham († 1637), eine Tochter des Richters John Popham geheiratet. Die Ehe blieb kinderlos. Champernown starb im Juni 1622, ohne ein Testament hinterlassen zu haben. Er wurde am 28. Juni beigesetzt. Sein Besitz fiel zunächst an seine Witwe.
Champernown beschäftigte in seinem Haus mehrere Knaben als Sänger. Den Gerüchten nach ließ er sie kastrieren, um ihren Stimmbruch zu verhindern. 